# 스트림스
스트림스에 대해 설명한다.

## 역사
2010년, 게임 출판사 스고로쿠야(Sugorokuya)가 게임 개발자 요시히사 이쓰바키(Yoshihisa Itsubaki)에게 새로운 게임 개발을 의뢰하였다. 구성이 간단하고 인원수 제한 없이 빠르게 플레이 할 수 있는 단순한 게임을 만들어 달라는 것이었다. 요시히사 이쓰바키는 열흘 만에 프로토타입이 완성했다고 한다. 2012년 프랑스 보드게임 제작사 문스터 게임즈(Moonster Games)에서 배포하였고, 한국에서는 (주)행복한바오밥이 한국어판을 출시했다. 2013년에는 (주)한빛소프트가 모바일 버전으로 개발하여 카카오톡 게임 ‘이어또’라는 이름으로 출시하였다. 플레이 시간은 약 10분, 적정 연령은 7세 이상이다. 인원은 1~200명이 할 수 있다.

## 게임 전략 연구
한국전자통신연구원(ETRI)의 자발적 연구 모임 Game Theory AOC에서 스트림스 전략을 연구하였다. (1) 패턴과 룰 기반의 매뉴얼 코딩, (2) 전체 탐색(brute-force search), (3) 강화학습의 세 가지 방식으로 에이전트를 구현하여 성능을 비교한 연구가 한국CDE학회 2018 동계학술대회 <스트림스 게임으로 시작하는 강화학습> 세션에서 발표되었다.